# Dintelhaven

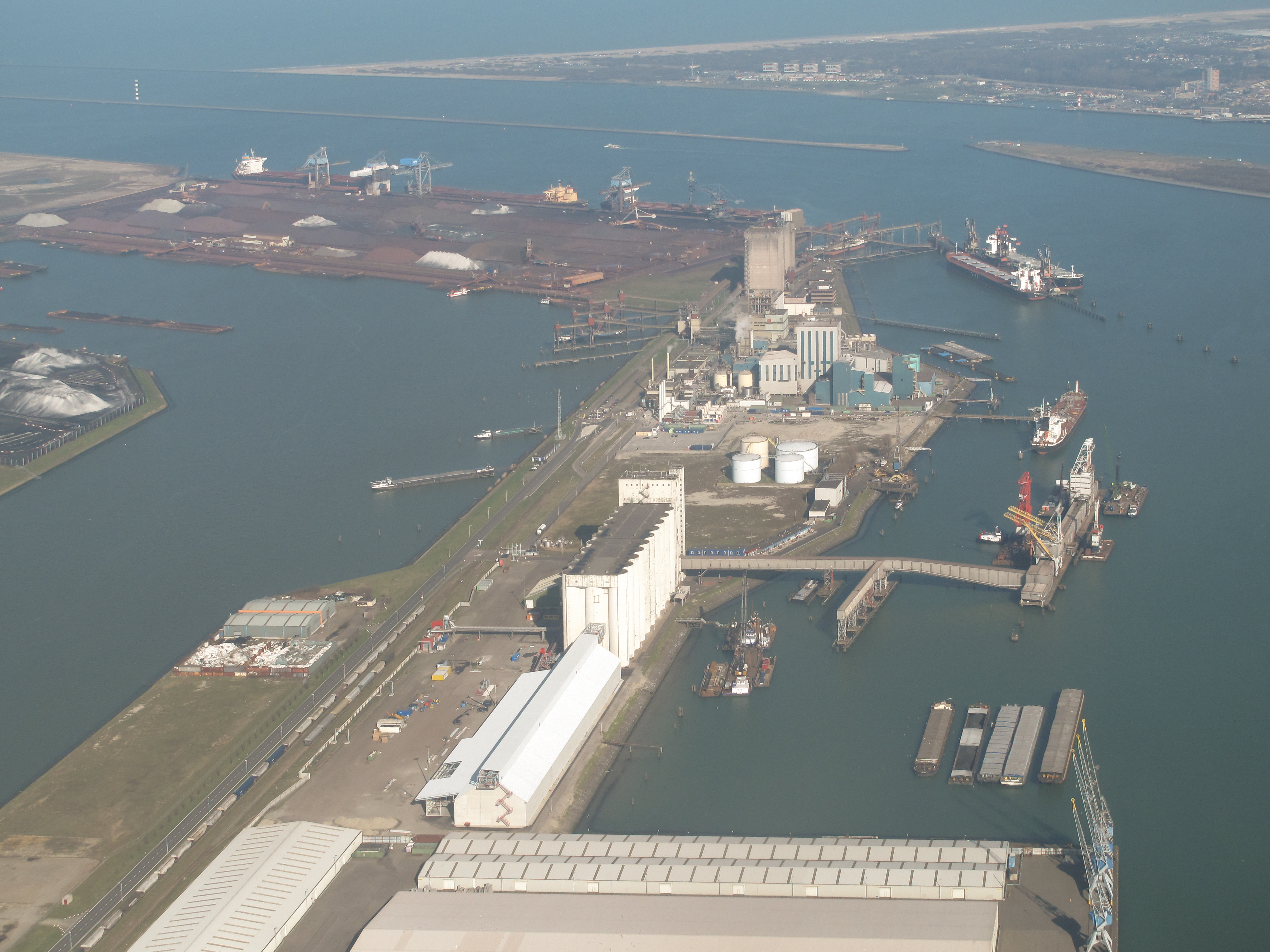
de Dintelhaven-Dommelhaven

De Dintelhaven is een binnenvaarthaven in Rotterdam-Europoort. De Dintelhaven is gereed gekomen in 1970. Het belangrijkste bedrijf aan de Dintelhaven is het Ertsoverslagbedrijf Europoort, waar duwbakken geladen worden met ertsen en kolen.
Ter hoogte van de plaats waar het Dintelkanaal uitmondt in het Hartelkanaal ligt de Dintelhavenbrug die bestaat uit een spoorbrug en een brug voor autoverkeer.